# Brighton International 1987
Il Brighton International 1987 è stato un torneo femminile di tennis giocato sul sintetico indoor. È stata la 10ª edizione del Brighton International, che fa parte del Virginia Slims World Championship Series 1987. Si è giocato a Brighton in Gran Bretagna, dal 19 al 25 ottobre 1987.

## Campionesse

### Singolare
Gabriela Sabatini ha battuto in finale  Pam Shriver con il punteggio di 7–5, 6–4

### Doppio
Kathy Jordan /  Helena Suková hanno battuto in finale  Tine Scheuer-Larsen /  Catherine Tanvier con il punteggio di 7–5, 6–1